# Зозулин фільтр
Зозулин фільтр (англ. cuckoo filter) — це імовірнісна структура даних, яка використовується для перевірки того, чи елемент належить до множини, подібно до фільтр Блума . Хибно позитивні збіги можливі, але не хибно негативні – іншими словами, запит повертає «можливо в наборі» або «безумовно не в наборі». Зозулин фільтр, дозволяє видаляти наявні елементи, що не можливо з використанням фільтра Блума. Крім того, для додатків, які зберігають багато елементів і орієнтовані на помірно низьку долю хибно-позитивних результатів, фільтри зозулі можуть досягти меншого використання пам'яті, ніж оптимізовані по пам'яті фільтри Блума.
Зозулині фільтри були вперше описані в 2014 році 

## Опис алгоритму
У фільтрі зозулі використовується {\displaystyle n}-канальна множинно-асоціативна хеш-таблиця на основі хешування зозулі для зберігання цифрових відбитків усіх елементів (кожна корзина хеш-таблиці може зберігати до {\displaystyle n} записів). 
Зокрема, два індекси потенційних корзин {\displaystyle i} і {\displaystyle j}  в таблиці для певного елемента  обчислюються за допомогою двох хеш-функцій (має назву  хешування с частковим ключем, англ. partial-key cuckoo hashing) ):
{\displaystyle i=h_{1}(x)={\text{hash}}(x)}

{\displaystyle j=h_{2}(x)=h_{1}(x)\oplus {\text{hash}}({\text{fingerprint}}(x))}
Застосування двох вищезазначених хеш-функцій для побудови зозулиної хеш-таблиці дає змогу переміщувати елементи лише на основі цифрових відбитків, в умовах коли отримати оригінальний елемент неможливо. Як наслідок, під час вставки нового елемента, який вимагає переміщення існуючого елемента {\displaystyle y}, інше можливе розташування {\displaystyle j} для елемента {\displaystyle y}, витісненого з корзини {\displaystyle i} розраховується за формулою
{\displaystyle j=i\oplus {\text{hash}}({\text{fingerprint}}(y))}
Базуючись на хешуванні зозулі з частковим ключем, хеш-таблиця може досягти як високого рівня використання (завдяки хешуванню зозулі), так і компактності, оскільки зберігаються лише цифрові відбитки. Операції пошуку та видалення для фільтра зозулі прості. Існує максимум два місця {\displaystyle h_{1}(x)} і {\displaystyle h_{2}(x)}, які варто перевірити. Якщо елемент знайдено, відповідна операція пошуку або видалення може бути виконана за час {\displaystyle O(1)}. Більше теоретичного аналізу фільтрів зозулі можна знайти в літературі.

## Порівняння з фільтрами Блума
Зозулин фільтр подібний до фільтра Блума тим, що вони обидва дуже швидкі та компактні, і обидва вони можуть повертати хибно позитивні результати:
- Оптимальних по пам'яті фільтри Блума використовують {\displaystyle 1.44\log _{2}(1/\epsilon )} біт місця для кожного вставленого ключа, де {\displaystyle \epsilon } це коефіцієнт хибно позитивних результатів. Зозулиному  фільтру необхідно {\displaystyle (\log _{2}(1/\epsilon )+2)/\alpha } де {\displaystyle \alpha } це коефіцієнт завантаження хеш-таблиці, який може бути {\displaystyle 95.5\%} на основі налаштувань зозулиного фільтра. Варто зазначити, що теоретична нижня межа об'єму пам'яті складає {\displaystyle \log _{2}(1/\epsilon )} бітів для кожного елемента.
- При позитивному пошуку оптимальний для пам'яті фільтр Блума вимагає константно {\displaystyle \log _{2}(1/\epsilon )} операцій звернення до бітового масиву, тоді як зозулин фільтр потребує  щонайбільше двох таких операції.
- Після досягнення порогового значення навантаження швидкість вставки до фільтра зозулі може деградувати. В такому випадку  рекомендується розширення таблиці. Навпроти, фільтри Блума можуть продовжувати вставляти нові елементи без розширення таблиці, але це можливо ціною отримання вищого рівня хибно позитивних результатів.

## Обмеження
- Зозулин фільтр може видаляти лише елементи, про які відомо, що вони були вставлені раніше.
- Вставка може бути невдалою, в такому випадку хешування потрібно проводити наново. Варто зазначити, що амортизована складність вставки залишається {\displaystyle O(1)} . [5]